# Matthew Vaughn
Pour les articles homonymes, voir Vaughn.
Matthew Vaughn, également connu sous le nom de Matthew De Vere Drummond, est un réalisateur, scénariste et producteur de cinéma britannique, né le 7 mars 1971 à Londres.
Il est connu pour être derrière la caméra de blockbusters d'action tels que Kick-Ass (2010), X-Men : Le Commencement (2011) et la saga Kingsman.

## Biographie

### Carrière

#### Débuts en Angleterre (1996-2004)
Matthew Vaughn fréquente la Stowe School de Buckingham. Avant d'entrer à l'université, il prend une année sabbatique durant laquelle il voyage dans le monde grâce à un Hard Rock Cafe Tour. Il s'installe ensuite à Los Angeles où il devient assistant réalisateur. Il étudie ensuite l'anthropologie à l'University College de Londres avant de se concentrer sur le cinéma. Démotivé par la concurrence à Los Angeles, il préfère tenter sa chance en Angleterre. À l'âge de 25 ans, il produit son premier long-métrage, Témoin innocent (Scott Michell, 1995), qui reçoit quelques bonnes critiques mais n'est pas un succès.
Grâce à un ami, il rencontre Guy Ritchie qui lui présente son projet Arnaques, Crimes et Botanique. Malgré de nombreuses difficultés, ils parviennent à trouver un financement et à produire le film qui sort en 1998. Le film remporte plusieurs prix et réalise de nombreuses entrées. Cela permet à Matthew Vaughn et Guy Ritchie de financer Snatch : Tu braques ou tu raques (2000), avec Jason Statham, Vinnie Jones, Brad Pitt et Benicio del Toro.
En 2002, Matthew Vaughn et Guy Ritchie produisent le premier film de Barry Skolnick, Carton rouge - Mean Machine, à propos du football dans l'univers carcéral. La même année, les deux compères collaborent pour la dernière fois pour À la dérive, réalisé par Guy Ritchie avec sa compagne de l'époque, Madonna. C'est un échec total, aussi bien public que critique. De plus, le film reçoit plusieurs prix lors de la 23e cérémonie des Razzie Awards.
En 2004, Matthew Vaughn fonde sa société de production Marv Films et réalise son premier film, Layer Cake, avec Daniel Craig dans le rôle d'un trafiquant de cocaïne lié à la mafia anglaise. Bien que le film passe plutôt inaperçu, il place Daniel Craig sur le radar des producteurs de James Bond, et reçoit un accueil critique très positif, conduisant Hollywood à faire les yeux doux au cinéaste.

#### Confirmation hollywoodienne (2005-)
La 20th Century Fox lui propose en effet de réaliser X-Men : L'Affrontement final, dernier chapitre de la trilogie amorcée par Bryan Singer et dont la date de sortie est déjà fixée. Le jeune cinéaste refuse l'offre du studio, et accepte de diriger plutôt le plus risqué Stardust, le mystère de l'étoile pour Paramount Pictures, un film fantastique avec Robert De Niro et Michelle Pfeiffer. Il en signe également le scénario, en collaboration avec Jane Goldman, une future fréquente collaboratrice.
En 2010, Matthew Vaughn passe enfin aux super-héros, mais avec un projet moins exposé : la comédie d'action Kick-Ass, qu'il adapte avec Jane Goldman du comics du même nom de Mark Millar et John Romita Jr.. Le film est un succès critique et commercial, et s'il peut compter sur les performances de Nicolas Cage et Mark Strong, il révèle surtout Aaron Taylor-Johnson et la jeune Chloë Grace Moretz. 
La Fox lui fait alors définitivement confiance pour relancer la franchise X-Men : la préquelle X-Men : Le Commencement, centrée sur la jeunesse du Professeur Xavier et Magneto, avec James McAvoy et Michael Fassbender, sort durant l'été 2011. Le film est acclamé par la critique et est un succès commercial.
D'abord annoncé sur des suites de ces succès - Kick-Ass 2 et X-Men: Days of Future Past - il préfère finalement s'atteler à un projet plus personnel : le thriller d'espionnage Kingsman : Services secrets, adapté d'un autre comics de Mark Millar. 
Parallèlement, il se contente de produire Kick-Ass 2, dont il confie l'écriture et la réalisation à Jeff Wadlow. Le film est une déception critique et commerciale de l'été 2013, et compromet les chances d'une suite. En revanche, X-Men: Days of Future Past, qui reprend des éléments du scénario sur lequel il a travaillé, est un énorme succès commercial de l'été 2014, sous la houlette de Bryan Singer, qui signera le troisième et dernier opus de la trilogie.
Vaughn poursuit néanmoins sa collaboration avec la Fox en acceptant de produire, via sa société Marv Films, le blockbuster Les Quatre Fantastiques qui sort en août 2015. Le film est un énorme échec critique et commercial. Mais sorti quelques mois plus tôt, Kingsman : Services secrets est un succès commercial surprise - rapportant plus de 5 fois son budget de 81 millions de dollars- et amorce la mise en chantier d'une suite.
Après avoir toujours refusé de réaliser les suites de ses films (il a décliné Kick-Ass 2 et X-Men: Days of Future Past), il met finalement en scène Kingsman : Le Cercle d'or (2017), suite de Kingsman : Services secrets puis la préquelle The King's Man : Première mission (2021). La sortie de ce dernier a été maintes fois repoussée en raison de la pandémie de Covid-19.
Il poursuit dans la comédie d'espionnage avec Argylle, qui sort dans les salles de certains pays début 2024 avant une diffusion mondiale sur Apple TV+. Il réunit une distribution prestigieuse avec notamment Henry Cavill, Sam Rockwell, Bryce Dallas Howard, Bryan Cranston, John Cena, Samuel L. Jackson et la chanteuse britannique Dua Lipa.

### Vie privée
Il a trois enfants : Caspar, né en 2003, Clementine, née en 2004, et Cosima Violet née en 2010, de son mariage avec l'Allemande Claudia Schiffer, le 25 mai 2002.

## Filmographie

### Réalisateur
- 2004 : Layer Cake
- 2007 : Stardust, le mystère de l'étoile (Stardust)
- 2010 : Kick-Ass
- 2011 : X-Men : Le Commencement (X-Men: First Class)
- 2015 : Kingsman : Services secrets (Kingsman: The Secret Service)
- 2017 : Kingsman : Le Cercle d'or (Kingsman: The Golden Circle)[5]
- 2021 : The King's Man : Première Mission (The King's Man)
- 2024 : Argylle

### Producteur
- 1996 : Témoin innocent (The Innocent Sleep) de Scott Michell
- 1998 : Arnaques, Crimes et Botanique (Lock, Stock and Two Smoking Barrels) de Guy Ritchie
- 2000 : Lock, Stock... (série TV)
- 2000 : Snatch : Tu braques ou tu raques (Snatch) de Guy Ritchie
- 2001 : Carton rouge (Mean Machine) de Barry Skolnick
- 2002 : À la dérive (Swept Away) de Guy Ritchie
- 2003 : A Short Film About John Bolton (court-métrage) de Neil Gaiman
- 2004 : Layer Cake
- 2007 : Stardust, le mystère de l'étoile (Stardust)
- 2010 : Kick-Ass
- 2010 : L'Affaire Rachel Singer (The Debt) de John Madden
- 2013 : Kick-Ass 2 de Jeff Wadlow
- 2014 : X-Men: Days of Future Past de Bryan Singer
- 2015 : Kingsman : Services secrets de lui-même
- 2015 : Les Quatre Fantastiques (The Fantastic Four) de Josh Trank
- 2016 : Eddie the Eagle de Dexter Fletcher
- 2019 : Rocketman de Dexter Fletcher
- 2021 : The King's Man : Première mission (The King's Man)  de lui-même
- 2021 : Joyeuse Fin du monde (Silent Night) de Camille Griffin
- 2023 : Tetris de Jon S. Baird
- 2024 : Argylle de lui-même

### Scénariste
- 2007 : Stardust, le mystère de l'étoile (Stardust)
- 2010 : Kick-Ass
- 2010 : L'Affaire Rachel Singer (The Debt) de John Madden
- 2011 : X-Men : Le Commencement
- 2014 : X-Men: Days of Future Past de Bryan Singer
- 2015 : Kingsman : Services secrets (Kingsman: The Secret Service)
- 2017 : Kingsman : Le Cercle d'or (Kingsman: The Golden Circle)
- 2021 : The King's Man : Première mission (The King's Man)

### Acteur
- 1998 : Arnaques, Crimes et Botanique (Lock, Stock and Two Smoking Barrels) de Guy Ritchie : un homme en voiture

## Box-office
| Films                            | Budget        | Recettes mondiales |
| -------------------------------- | ------------- | ------------------ |
| Layer Cake                       | 6 500 000 $   | 11 900 000 $       |
| Stardust, le mystère de l'étoile | 88 500 000 $  | 135 600 000 $      |
| Kick-Ass                         | 30 000 000 $  | 96 200 000 $       |
| X-Men : Le Commencement          | 160 000 000 $ | 353 600 000 $      |
| Kingsman : Services secrets      | 81 000 000 $  | 414 400 000 $      |
| Kingsman : Le Cercle d'or        | 104 000 000 $ | 410 902 000 $      |
| Total                            | 470 000 000 $ | 1 389 614 232 $    |

## Distinctions

### Récompenses
- Empire Awards 2005 : Meilleur réalisateur britannique pour Layer Cake

### Nominations
- British Independent Film Awards 2004 : Douglas Hickox Award pour Layer Cake
- BAFTA Awards 2005 : Carl Foreman Award pour Layer Cake
- Empire Awards 2005 : Meilleur espoir pour Layer Cake